# Rąbino
Rąbino [rɔm'bʲinɔ] (deutsch Groß Rambin) ist ein Dorf in Polen und Sitz der gleichnamigen Landgemeinde im Powiat Świdwiński der Woiwodschaft Westpommern. Es liegt an der Mogilica (Muglitz), einem Nebenfluss der Parsęta (Persante), im Städtedreieck Białogard (Belgard), Połczyn-Zdrój (Bad Polzin) und Świdwin (Schivelbein).

## Dorf Rąbino

### Name
Der Name des früheren Ritterguts und Bauerndorfs wurzelt in „ramb“ oder „rab“, was auf Holzfällen, Holzhacken u. a. oder auch auf die Lage am Rande einer Abholzungsfläche hinweist. So wird es hier große Waldgebiete gegeben haben, aus denen dann Land für die Ackerwirtschaft kultiviert wurde.

### Ortsgeschichte
1882 und 1927 fand man in der Nähe von Groß Rambins Vorwerk Grünhof ostgermanische Steinkistengräber, die auf eine frühe Besiedlung des Ortes hinweisen. Im 13. Jahrhundert war das Gut Groß Rambin ein Lehen der Familie von Manteuffel und ging zwischen 1628 und 1665 an die Familie von Podewils, die es – nach einem anderweitigen Zwischenbesitz – von 1756 bis 1801 erneut besaß. Nachfolger wurde von 1801 bis 1830 Freiherr von Tschommer. 1831 ersteigerte August Wilhelm Guse das Gut für 21.000 Taler und übergab es seinem 23-jährigen Sohn Otto Guse, der es nach dem Tod seiner Frau 1855 verkaufte, aber 1890 auf Groß Rambin beigesetzt wurde. Das Gut wurde 1855 von Ludwig Robert Tiede aus Kunow (heute: Kunowo) bei Stargard in Pommern gekauft, bei dessen Familie es bis 1945 blieb. Um 1906 erfolgte der Neubau des Herrenhauses nach Entwurf der bekannten Berliner Architekten Peter Jürgensen und Jürgen Bachmann.
1910 wohnten in dem damals zum pommerschen Kreis Belgard gehörenden, etwa 955 Hektar großen Dorf 399 Menschen, im Jahr 1939 lag die Einwohnerzahl bei 770. Groß Rambin bildete einen eigenen Amtsbezirk, hatte ein eigenes Standesamt und gehörte zum Amtsgerichtsbezirk Belgard.
Im März 1945 marschierte die Rote Armee in Groß Rambin ein, und im Dezember des gleichen Jahres begann die Vertreibung der dort lebenden Bevölkerung. Infolge des Zweiten Weltkrieges kam der Ort zu Polen.

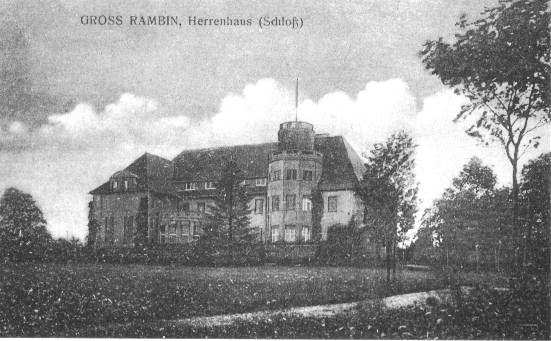
Herrenhaus des Gutes Groß Rambin um 1906
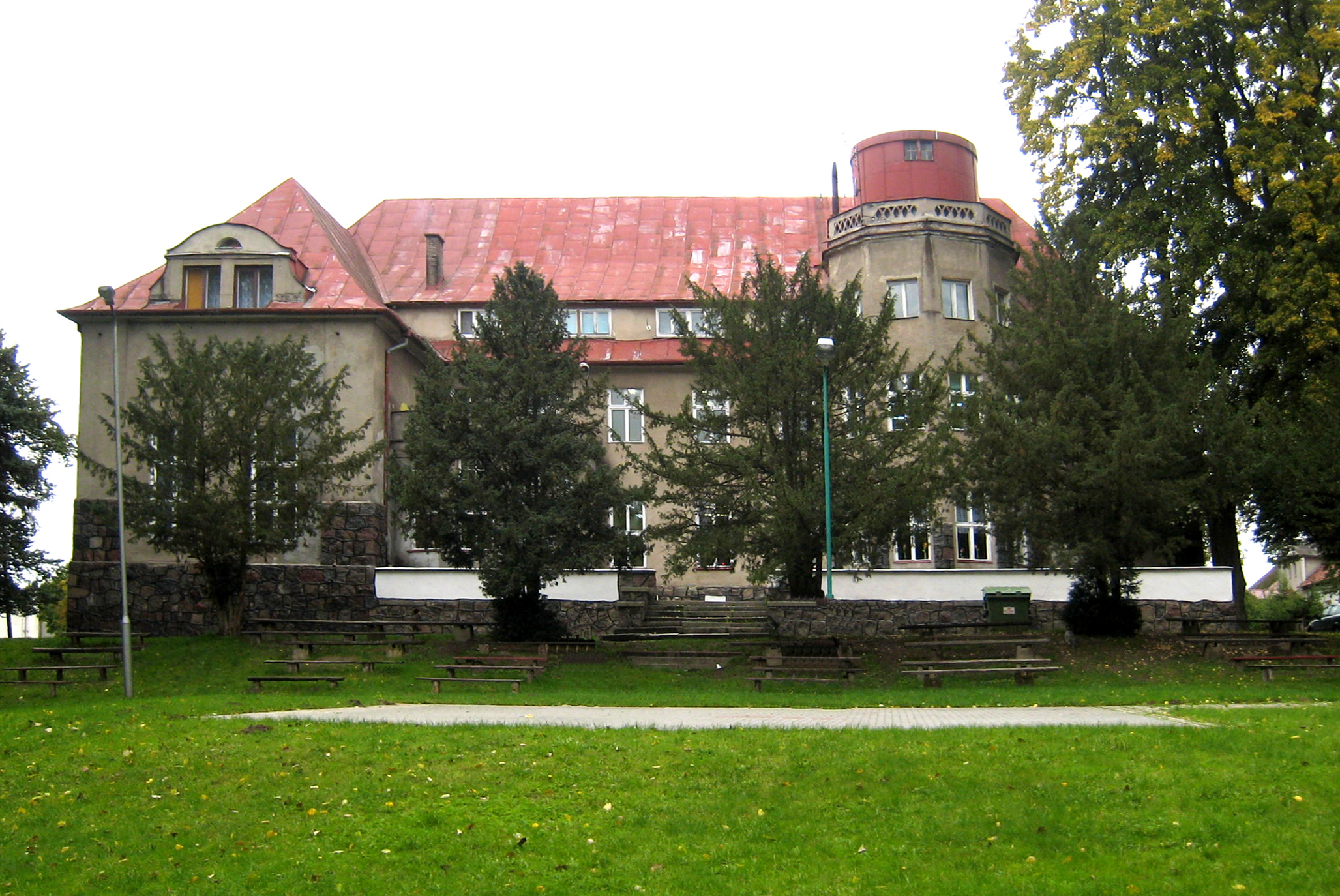
Herrenhaus des Gutes Groß Rambin 2008, es dient heute als Schule

### Kirche
Groß Rambin gehörte bis 1945 zum Kirchspiel Arnhausen (Lipie) im Kirchenkreis Belgard in der Kirchenprovinz Pommern der Evangelischen Kirche der Altpreußischen Union.
1903 wurde ein eigenes Pfarrvikariat eingerichtet, zu dem außer Groß Rambin auch Klein Rambin (heute Rąbinko), Battin (Batyń), Glötzin (Głodzino) und Ganzkow (Gąsków) gehörten. 1940 gehörten dazu 1718 Gemeindeglieder. Als Pfarrvikare haben in Groß Rambin amtiert:
1. Friedrich Wilhelm Karl Jeschke, 1903–1906
2. Paul Richard Baltzer, 1906–1907
3. Johannes Gottfried Louis Villnow, 1907–1910
4. Paul Johannes Nathanel Lüpke, 1910–1911
5. Martin Philipp Siegfried Lüpke (Bruder des Paul J. N. Lüpke), 1911
6. N.N.

Im Jahre 1914 wurde in Groß Rambin eine eigene Kirchengemeinde errichtet, die als Filialgemeinde im Verbund des Kirchspiels Arnhausen blieb. So blieb wieder der dortige Pfarrer zuständig. Letzter Pfarrer in Arnhausen bis 1945 war Egbert Zieger, der ab 1939 wegen seines
Kriegsdienstes von seiner Frau Gerda Zieger vertreten wurde.
1927 erhielt der Ort eine eigene Kirche. Sie wurde als verputzter Ziegelsteinbau mit Querschiff und seitlich versetztem Turm errichtet und am 2. Oktober 1927 feierlich eingeweiht. Die Kirche wurde nach 1945 von der Römisch-Katholischen Kirche Polens übernommen.
Evangelische Christen, die heute hier wohnen, gehören zur Diözese Pommern-Großpolen mit Sitz in Sopot (Zoppot) der Evangelisch-Augsburgischen Kirche in Polen. Die zuständige Parochie ist die Parafia Koszalin (Köslin), deren Pfarrer Gottesdienste u. a. in Białogard und Świdwin hält, in Białogard in regelmäßigen Abständen auch in deutscher Sprache.

### Schule
In den drei Klassenräumen der Dorfschule unterrichteten im Jahr 1928 sieben Lehrer 110 Mädchen und Jungen. 

### Wirtschaft und Verkehr
Die Landwirtschaft bildete – neben der Holzwirtschaft – den Haupterwerbszweig der hier lebenden Menschen. Gute Erträge brachte auch die Nutztierhaltung mit der Zucht von Oldenburger Rindern und Schafen. Eine besondere Attraktion war das Lachsforellen-Fangen in der Muglitz (Mogilica).
Zum Rittergut – ein Musterbetrieb von 538 ha – gehörte eine Kalksandsteinfabrik, außerdem waren eine Wassermühle mit Sägewerk und eine Windmühle in Betrieb.
Am Ort waren Anfang der 1940er Jahre zahlreiche Handwerks- und Gewerbebetriebe angesiedelt, u. a. zwei Bäckereien, eine Brennerei (die größte ihrer Art in Pommern), eine Fleischerei, eine Gärtnerei, ein Elektro- und Fahrradgeschäft, ein Friseur, ein Kaufhaus und der Gasthof „Deutsches Haus“ mit Lebensmittelverkauf. Aufgrund seiner gut ausgebauten Infrastruktur wurde das Waren- und Dienstleistungsangebot in Groß Rambin auch von Einwohnern der umliegenden Dörfer gerne angenommen. 
Groß Rambin ist bis heute Bahnstation an der Strecke Berlin – Stettin – Köslin – Danzig – Königsberg (Preußen). Durch den Ort führt nur eine Nebenstraße, die Białogard mit Świdwin verbindet. Die großen Hauptstraßen umfahren den Ort, können aber schnell erreicht werden.

### Söhne und Töchter des Ortes
- Paul Tiede (1858–1946), deutscher General der Infanterie, Kommandeur der 1. Garde-Reserve-Division

## Gmina Rąbino

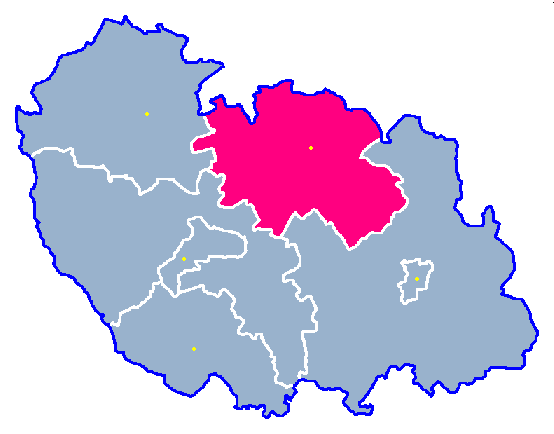
Die Gmina Rąbino im Powiat Świdwiński

### Gemeindeinformationen
Rąbino ist Sitz der Landgemeinde (gmina wiejska) Rąbino mit einer knapp 4000 Einwohnern. Die Gemeindefläche beträgt 180 km², so dass eine Bevölkerungsdichte von 21,9 Einwohner pro km² besteht. 
Bis zum 31. Dezember 1998 gehörte die Gmina Rąbino zur Woiwodschaft Koszalin (Köslin). In der heutigen Woiwodschaft Westpommern nimmt die Landgemeinde Rąbino bei insgesamt 114 zugehörigen Gemeinden flächenmäßig den 64. Platz ein, in Bezug auf die Einwohnerzahl liegt sie auf Platz 94.

### Gemeindegliederung
Zur Landgemeinde Rąbino gehören 15 Ortsteile (sołectwo), die zusammen 27 Ortschaften und Siedlungen umfassen:
- Batyń (Battin), Biała Góra (Ballenberg), Biernów (Quisbernow), Dąbrowa Białogardzka (Damerow), Gąsków (Ganzkow), Głodzino (Glötzin), Kłodzino (Klötzin), Lipie (Arnhausen), Nielep (Nelep), Rąbinko (Klein Rambin), Rąbino (Groß Rambin), Role (Röhlshof), Rzecino (Retzin), Stare Ludzicko (Lutzig) und Świerznica (Zwirnitz);

- kleinere Ortschaften: Dąbrowka (Klein Damerow), Dołganów (Dolgenow), Gręzino (Granzin), Jezierzyce (Jeseritz), Kołatka, Liskowo, Modrzewiec (Heyde), Niebórz (Leoshof), Paszęcin (Passenthin), Polakowo (Augusthof), Sławka (Neu Schlage) und Zbytki (Karlsruh).

### Sehenswürdigkeiten
Die Landschaft des Gemeindegebietes ist unübersehbar geprägt vom Waldbestand (35 % der Gemeindefläche) mit vielen Kiefern- und Buchenwäldern. Zahlreiche Bäche und kleine, fischreiche Seen sind zu finden und machen die Region für Besucher und Erholungssuchende attraktiv. Rąbino liegt an der Wanderroute von der Pojezierze Drawski (Dramburger Seenplatte) zur Ostseeküste bei Koszalin.
Die Gemeinde ist frei von verkehrsbelasteten Hauptdurchgangsstraßen, jedoch per Auto von der Europastraße 28 (Berlin – Stettin – Köslin – Danzig – Kaliningrad – Vilnius – Gomel) von Karlino (Körlin) über Białogard gut zu erreichen. Auch die Anbindung an die polnische Staatseisenbahn (PKP) ist vorhanden: mit den Bahnstationen Rąbino und Nielep an der Bahnstrecke Gdańsk–Stargard.
Zu den Kulturschätzen der Gemeinde zählen Kirchen und ehemalige Gutshäuser mit dazugehörigen Parkanlagen.
Sehenswert sind:
- Herrenhäuser und Parkanlagen in Biała Góra, Dąbrowa Białogardzka, Dołganów, Jezierzyce (Jeseritz), Rąbino und Rąbinko (alle 19. Jh.), Kłodzino (20. Jh.)
- Kirchen in Kłodzino (16. Jh., Ruine), Lipie (16. Jh.) und Stare Ludzicko (18. Jh.)
- Schloss in Modrzewiec (Heyde) und frühmittelalterliche Tieflandsburg in Rzecino
- Der Jezierzyce- und der Nielep-See.